# Jules Barni
Jules Romain Barni (Lille, 1818. június 1. – Mers-les-Bains, 1878. július 4.) francia filozófus, műfordító, tanár,  Somme megye parlamenti képviselője.

## Élete
A párizsi École normale supérieure-ön szerzett 1840-ben filozófiából diplomát. 1841–42-ben Victor Cousin titkáraként működött, majd Párizs híres gimnáziumaiban tanított. 1851-ben váratlanul Rouenba helyezték. Charles-Louis Napóleon Bonaparte 1851. decemberi államcsínye után Barni megtagadta a hűségesküt, ezért elbocsátották állásából. Ekkor mélyült el Kant filozófiájában. Ő ismertette meg Kant műveit Franciaországban, és nem csak fordítást, de alapos kritikai elemzést is nyújtott.
1861-ben genfi emigrációjában felkérték, hogy történelmet és filozófiát tanítson a város akadémiáján. 1867-ben Genfben részt vett a Béke és szabadság első kongresszusának megszervezésében. Ugyanabban az évben a Béke és Szabadság Nemzetközi Liga egyik alapítója és vezetője lett.  III. Napóleon bukásakor, 1870. szeptember 4-én visszatért Párizsba és 1872-ben Somme megye képviselőjeként bekerült a nemzetgyűlésbe.

## Művei
- La morale dans la démocratie
- Les martyrs de la libre pensée
- Les moralistes français au dix-huitième siècle. Vauvenargues, Duclos, Helvétius, Saint-Lambert, Volney
- Napoléon premier et son historien M. Thiers
- Manuel républicain
- Ce que doit être la République
- Les principes et les mœurs de la République
- Les institutions républicaines
- Discours de MM. Jules Barni, député à l’Assemblée nationale et Eugène Delattre
- Philosophie de Kant : examen de la Critique du jugement
- Histoire des idées morales et politiques en France au XVIII. siècle
- Philosophie de Kant : examen des Fondements de la métaphysique des mœurs¸ et de la Critique de la raison pratique
- Fragments inédits sur Condorcet